# 宣城专区
宣城专区，中华人民共和国安徽省已撤销的专区，在今安徽省东南部。
1949年置，属皖南行署区，专员公署驻宣城市（今宣州区）。辖宣城市及宣城、郎溪、广德、泾县、宁国5县。1950年，撤销宣城市，并入宣城县；原芜当专区所属当涂、南陵2县划入宣城专区。辖7县。1952年，撤销宣城专区，将宣城、郎溪、广德、泾县、当涂、南陵6县划归芜湖专区；宁国县划归徽州专区。